# Siméon Cardon
Siméon Cardon, al secolo Ignace-Alexandre-Joseph Cardon, anche noto con il nome italiano Simeone (Cambrai, 13 marzo 1759 – Veroli, 14 maggio 1799), è stato un religioso francese.
Monaco dell'Ordine cistercense presso l'abbazia di Casamari, è venerato come martire e beato dalla Chiesa cattolica.

## Vita
Cardon nacque a Cambrai, nel nord della Francia, il 13 marzo 1759. Entrò molto giovane nel monastero benedettino di Saint-Faron a Meaux, col nome di padre Simeone Maria. Per la sua opposizione alla costituzione civile del clero e la sua ferma denuncia degli orrori della Rivoluzione, fu costretto a lasciare la Francia nel 1795. Trovò accoglienza nel monastero italiano di Casamari. Nel maggio 1796 entrò nell'ordine cistercense con il consenso delle autorità ecclesiastiche.
Dopo le dimissioni dell'abate Romualdo Pirelli, fuggito a causa delle turbolenze politiche nel 1798, Cardon assunse la gestione economica e spirituale dell'abbazia di Casamari come priore. Il 13 maggio 1799, 20 soldati dell'esercito rivoluzionario francese penetrarono nell'abbazia durante la loro marcia per depredarla. Cardon rimase nel suo monastero. Fu ferito gravemente dai soldati a colpi di sciabola e baionette mentre cercava di difendere l'abbazia dal saccheggio. Morì per le ferite riportate il 14 maggio 1799. I soldati uccisero altri cinque monaci di Casamari. Cardon fu sepolto nell'Abbazia di Casamari.

## Beatificazione
Il 17 aprile 2021, Cardon e i suoi cinque compagni di sventura sono stati beatificati dal cardinale Marcello Semeraro, Prefetto della Congregazione delle cause dei santi, delegato di papa Francesco, che ha chiamato i martiri "testimoni dell'amore di Gesù" nella sua omelia.